# Gare de Brignac
Gare de Brignac vasútállomás Franciaországban, Royères településen.

## Vasútvonalak
Az állomást az alábbi vasútvonalak érintik:
- Palais-Eygurande-Merlines-vasútvonal

## Kapcsolódó állomások
A vasútállomáshoz az alábbi állomások vannak a legközelebb:
- Gare de Saint-Priest-Taurion
- Gare de Saint-Léonard-de-Noblat